# Dominic Williams
Dominic Lionel Gordon (Dom) Williams (* 19. August 1947 in Adelaide, South Australia; † 19. September 1984 in Canberra, Australian Capital Territory), manchmal auch als Dominic L. G. Williams zitiert, war ein australischer Biogeograph, Geomorphologe und Paläontologe.

## Leben
Williams war der Sohn von Wilford Gordon Williams und Joan Hilda Moore. Er wuchs mit seinen Eltern und zwei Brüdern in den städtischen Vororten und ländlichen Zentren Meningie und Auburn auf. Nach Abschluss des St. Peter’s College in Adelaide absolvierte er eine dreijährige Ausbildung im Bereich Elektrotechnik. Anschließend unterbrach er sein Universitätsstudium, um sich eine Auszeit für die Selbstreflexion zu nehmen. Fasziniert von Tieren und der Naturgeschichte schrieb er sich 1973 für Bachelor-Studium an der Flinders University ein, das er 1976 mit First Class Honours und der Flinders University Medal abschloss. Der Titel seiner Abschlussarbeit war The vertebrate palaeontology and stratigraphy of Dempsey’s Lake (Port Augusta), and its relationship to quaternary faunal succession in southern Australia. 1981 fand er am Dempsey’s Lake in der Nähe von Port Augusta eine Eierschale, die er keiner lebenden Vogelart zuordnen konnte. Sie war dick, hatte eine glatte Oberfläche und ein ausgeprägtes Porenmuster. Williams untersuchte die Größe und Ultrastruktur dieser Schale. Nach dem Ausschlussverfahren kam er zu dem Schluss, dass sie zu Genyornis newtoni, einer ausgestorbenen Art aus der Familie der Donnervögel, gehören muss. 1982 wurde er mit der Dissertation The late Pleiostocene of the Flinders and Mt. Lofty Ranges, S.A. über die Wirbeltierpaläontologie sowie die Naturgeschichte der Flinderskette und der Mount Lofty Ranges unter der Leitung von Roderick T. Wells zum Ph.D. an der Flinders University promoviert.
Nach einem kurzen Aufenthalt als Forschungsassistent in der zoologischen Abteilung der University of Adelaide fand er Anfang 1983 eine Postdoc-Stelle an der Australian National University (ANU), wo er sich in der Abteilung für Biogeographie und Geomorphologie dem SLEADS-Projekt (Salt Lakes, Evaporites and Aeolian Deposits) anschloss, das sich auf die Untersuchung der australischen Salzseen im Landesinneren und der damit verbundenen Wüstengebiete konzentrierte. Einer seiner Schwerpunkte war die Erforschung der Geschichte der Lake Eyre Region, wo er im Februar 1983 an einer Bohrprobe auf der glühenden Salzkruste des Sees teilnahm.
Williams starb am 19. September 1984 im Alter von 37 Jahren aufgrund von Komplikationen nach einer Operation in einem Krankenhaus in Canberra. Kurz vor seinem Tod hatte er ein umfangreiches Manuskript über die Taxonomie der ausgestorbenen Diprotodontia abgeschlossen.
1979 war Williams Präsident der Flinders University Speleological Society.

## Dedikationsnamen
2004 ehrte Gavin J. Prideaux Williams im Epitheton der Känguruart Procoptodon williamsi.